# Slaves and Masters
Slaves and Masters je třinácté studiové album britské rockové skupiny Deep Purple. Jeho nahrávání probíhalo v první polovině roku 1990 na Floridě a album pak vyšlo v říjnu stejného roku. Album produkoval Roger Glover a jde o jediné album této skupiny, na kterém zpívá Joe Lynn Turner. Před přijetím Turnera skupina zvažovala zpěváka Jimiho Jamisona z kapely Survivor, ale kvůli jiným povinnostem nebyl k dispozici.
V americkém žebříčku Billboard 200 se album umístilo nejlépe na 87. místě. Album se prodávalo výrazně pod očekáváním ve srovnání s předchozím albem Deep Purple The House of Blue Light s Gillanem, které se v USA umístilo na 34. místě. Píseň z nahrávek Slaves and Masters byla přearanžována pro soundtrack k filmu Oheň, led a dynamit z roku 1990. Jon Lord v písni nehrál, hráli v ní ostatní čtyři členové sestavy Deep Purple Mark V.
Navzdory nevalným prodejům alba absolvovali Deep Purple v roce 1991 poměrně úspěšné turné na podporu desky Slaves and Masters, zejména v rámci evropské části turné. Když v roce 1992 začala skupina psát a nahrávat další album, Turner byl stále jejím členem. Pod nátlakem manažerů, kteří chtěli uspořádat turné k 25. výročí založení skupiny, se však Deep Purple v roce 1993 pro studiové album The Battle Rages On... nakonec rozhodli vrátit Gillana do sestavy. Několik rozpracovaných verzí skladeb původně určených pro následovníka Slaves and Masters se objevilo na pozdějších Turnerových sólových albech.
"Too Much Is Not Enough" nahrál Turner pro nevydané pokračování svého prvního sólového alba Rescue You a nahráli ji také Paul Rodgers a Kenney Jones s kapelou The Law, ale ani oni ji nevydali. Turnerovu původní verzi lze nalézt na bootlegu Demos '88 - 91' a verzi The Law na bootlegu The Law II. Turner píseň znovu nahrál pro své album Hurry Up and Wait z roku 1998.

## Videoklipy
Album bylo propagováno v televizi profesionálními videoklipy k písním "King of Dreams" a "Love Conquers All". V obou se objevili členové kapely. Videoklip k písni "King of Dreams" byl natočen na promenádě v Santa Cruz Beach.

## Živá vystoupení
S výjimkou písní "King of Dreams", "The Cut Runs Deep" a "Love Conquers All", které Joe Lynn Turner příležitostně hraje se svojí sólovou kapelou, nebyla žádná z písní z alba Slaves and Masters od světového turné Deep Purple v roce 1991 hrána živě. Do setlistu světového turné byly zařazeny také skladby "Burn" a "Hey Joe", které Ian Gillan vždy vetoval. "King of Dreams" byla také součástí setlistu evropského a japonského turné Hughes Turner Project v roce 2002. Tato verze se nachází na živém albu HTP Live in Tokyo (2002).

## Reakce
Po svém vydání se album setkalo se smíšenými reakcemi kritiků. Alex Henderson z AllMusic album ohodnotil negativně a uvedl, že "skladby jsou slabé a přízemní a po většinu času zní kdysi mocní Purple (kteří už měli nejlepší léta za sebou) jako generická napodobenina Foreigner". Stejně se vyjádřili v recenzích i novináři Martin Popoff a Joel McIver, kteří o albu Slaves and Masters napsali, že je to "něco jako album současných Rainbow" a "extravagantní ukázka AOR-ovosti... neuvěřitelně odlehčené".Pochválili však několik písní, jako například "King of Dreams", "Love Conquers All" a "Fire in the Basement", které se "alespoň rozumně snaží vyrovnat katalogu Deep Purple".
Sám Jon Lord, více než jeho kamarádi Glover a Paice, nikdy nepovažoval tuto desku za album Deep Purple. Na druhou stranu Turner otevřeně chválil album Slaves and Masters slovy, že je to "pravděpodobně (poslední) skvělé album Purple (...) Je to skvělé album, (obstojí) i v dnešní době, jedno z nejlépe nahraných, nejlépe napsaných (...) Můžu jmenovat každou skladbu a prostě si říct... kdo to překoná?".

## Seznam skladeb
| LP verze | LP verze               | LP verze                               | LP verze |
| Pořadí   | Název                  | Autor                                  | Délka    |
| -------- | ---------------------- | -------------------------------------- | -------- |
| 1.       | King of Dreams         | Blackmore, Turner, Glover              | 5:26     |
| 2.       | The Cut Runs Deep      | Blackmore, Turner, Glover, Lord, Paice | 5:42     |
| 3.       | Fire in the Basement   | Blackmore, Turner, Glover, Lord, Paice | 4:43     |
| 4.       | Fortuneteller          | Blackmore, Turner, Glover, Lord, Paice | 5:49     |
| 5.       | Truth Hurts            | Blackmore, Turner, Glover              | 5:14     |
| 6.       | Breakfast in Bed       | Blackmore, Turner, Glover              | 5:17     |
| 7.       | Love Conquers All      | Blackmore, Turner, Glover              | 3:47     |
| 8.       | Too Much Is Not Enough | Turner, Held, Greenwood                | 4:17     |
| 9.       | Wicked Ways            | Blackmore, Turner, Glover              | 6:33     |

| CD verze | CD verze               | CD verze                               | CD verze |
| Pořadí   | Název                  | Autor                                  | Délka    |
| -------- | ---------------------- | -------------------------------------- | -------- |
| 1.       | King of Dreams         | Blackmore, Turner, Glover              | 5:28     |
| 2.       | The Cut Runs Deep      | Blackmore, Turner, Glover, Lord, Paice | 5:42     |
| 3.       | Fire in the Basement   | Blackmore, Turner, Glover, Lord, Paice | 4:43     |
| 4.       | Truth Hurts            | Blackmore, Turner, Glover              | 5:14     |
| 5.       | Breakfast in Bed       | Blackmore, Turner, Glover              | 5:17     |
| 6.       | Love Conquers All      | Blackmore, Turner, Glover              | 3:47     |
| 7.       | Fortuneteller          | Blackmore, Turner, Glover, Lord, Paice | 5:49     |
| 8.       | Too Much Is Not Enough | Turner, Held, Greenwood                | 4:17     |
| 9.       | Wicked Ways            | Blackmore, Turner, Glover, Lord, Paice | 6:33     |

## Obsazení
Deep Purple
- Joe Lynn Turner – zpěv
- Ritchie Blackmore – kytara
- Roger Glover – baskytara, doprovodný zpěv
- Ian Paice – bicí
- Jon Lord – varhany, klávesy, aranže smyčců

Ostatní
- orchestr vedený Jesse Levym

Produkční poznámky
- Nahráno na začátku a v polovině roku 1990 ve společnosti Greg Rike Productions v Orlandu na Floridě.
- Další nahrávky ve studiích Sountec Studios Inc. a Powerstation v New Yorku
- Inženýr: Nick Blagona
- Dodatečný mix: Nick Blagona v The Powerstation
- Raymond D'Addario - asistent produkce
- Wally Walters, Peter Hodgson, Matthew Lamonica, Dan Gellert - pomocní inženýři
- Mastering provedl Greg Calbi ve Sterling Sound, New York

## Žebříčky
| Rok  | Žebříček                             | Umístění |
| ---- | ------------------------------------ | -------- |
| 1990 | Švýcarsko (Swiss Hitparade)          | 5        |
| 1990 | Švédsko (Sverigetopplistan)          | 12       |
| 1990 | Norsko (VG-lista)                    | 16       |
| 1990 | Japonsko (Oricon)                    | 17       |
| 1990 | Rakousko (Ö3 Austria Top 40)         | 20       |
| 1990 | Německo (GfK Entertainment Charts)   | 23       |
| 1990 | Spojené království (UK Albums Chart) | 45       |
| 1990 | Nizozemsko (MegaCharts)              | 72       |
| 1990 | USA (USA (Billboard 200))            | 87       |

| Rok  | Titul                  | Žebříček                               | Pozice |
| ---- | ---------------------- | -------------------------------------- | ------ |
| 1990 | "King of Dreams"       | USA (Billboard Mainstream Rock Tracks) | 6      |
| 1990 | "King of Dreams"       | Spojené království (UK Singles Chart)  | 70     |
| 1990 | "Fire in the Basement" | USA (Billboard Mainstream Rock Tracks) | 20     |
| 1990 | "Love Conquers All"    | Spojené království (UK Singles Chart)  | 57     |

## Ocenění
| Země      | Organizace       | Rok  | Prodeje                |
| Švýcarsko | IFPI Switzerland | 1990 | Zlatá deska (+ 25,000) |